# Jełena Jowanowa
Jełena Jowanowa (maced. Јелена Јованова, ang. Jelena Jovanova; ur. 21 października 1984 w Banja Luce) – macedońska aktorka teatralna i filmowa.

## Życiorys
Urodziła się w Banja Luce w ówczesnej Jugosławii, obecnie Bośnia i Hercegowina, w dzieciństwie często podróżowała między Bośnią i Macedonią. Jej matka jest Serbką, urodziła się i mieszkała w Bośni, a ojciec jest Macedończykiem. Przeprowadzili się do Macedonii tuż przed wojną w Bośni, dzięki czemu jej rodzina uratowała się od brutalnych ludobójstw, które miały wówczas miejsce. Zamieszkała w mieście Sztip, gdzie uczęszczała do szkoły. W młodym wieku wykazała się dużą ambicją i zamiłowaniem do sztuki, a swoją wczesną karierę aktorską rozpoczęła w szkole średniej.
W 2002 została nagrodzona jako najlepsza aktorka młodego pokolenia w Macedonii, co utwierdziło ją w kształceniu się w sztuce aktorskiej. Zapisała się na studia na Wydziale Sztuk Dramatycznych w Skopju, gdzie ukończyła studia aktorskie w klasie profesora i reżysera Włado Cwetanowskiego. Na studiach miała też swój pierwszy profesjonalny występ sceniczny. Od 2006 została zatrudniona w Macedońskim Teatrze Narodowym w Skopju. Zrealizowała ponad 25 sztuk teatralnych i kilkanaście filmów krótkometrażowych oraz fabularnych.
Na dużym ekranie zadebiutowała w 2010 w filmie As If I Am Not There w reżyserii Juanity Wilson, który został wybrany jako irlandzki film do nagrody Best Foreign Language Film na 84. edycję wręczania Oscarów, jednak nie otrzymał nominacji.
W 2011 wystąpiła w reżyserskim debiucie Angeliny Jolie, Kraina miodu i krwi, będąc najmłodszą aktorką z Macedonii, zaangażowaną w hollywoodzkim filmie fabularnym. 29 grudnia 2015 odbyła się w Macedońskim Teatrze Narodowym premiera musicalu Chicago, w którym Jowanowa zagrała główną rolę Roxie Hart. W 2016 zagrała w filmie chorwackiego reżysera Rajko Grlicia Konstytucja. W trakcie jego realizacji dzieliła życie między pracą w teatrze w Skopju a Zagrzebiem, gdzie kręcony był film.

## Życie prywatne
W 2015 poślubiła Stjepana Pericia, również aktora, którego poznała w 2013 podczas kręcenia serialu telewizyjnego Tajne.

## Filmografia
- 2010: As If I Am Not There jako Jasmina
- 2011: Kraina miodu i krwi (In the Land of Blood and Honey) jako Esma
- 2012: Treto poluvreme  jako żydowska matka
- 2013: Tajne jako Marina Franic
- 2015: Kud puklo da puklo jako Nadalija
- 2015: Ckopa jako Mish
- 2016: Konstytucja (Ustav Republike Hrvatske) jako policjantka
- 2016: Child (Dete) jako Maja
- 2016: Prespav jako Jełena
- 2017: Insajder jako Iskra
- 2017: Na terapija jako Miłena
- 2017: Iron Story jako Nadire
- 2018: Zlogonje jako Swietłana